# Druckanzug

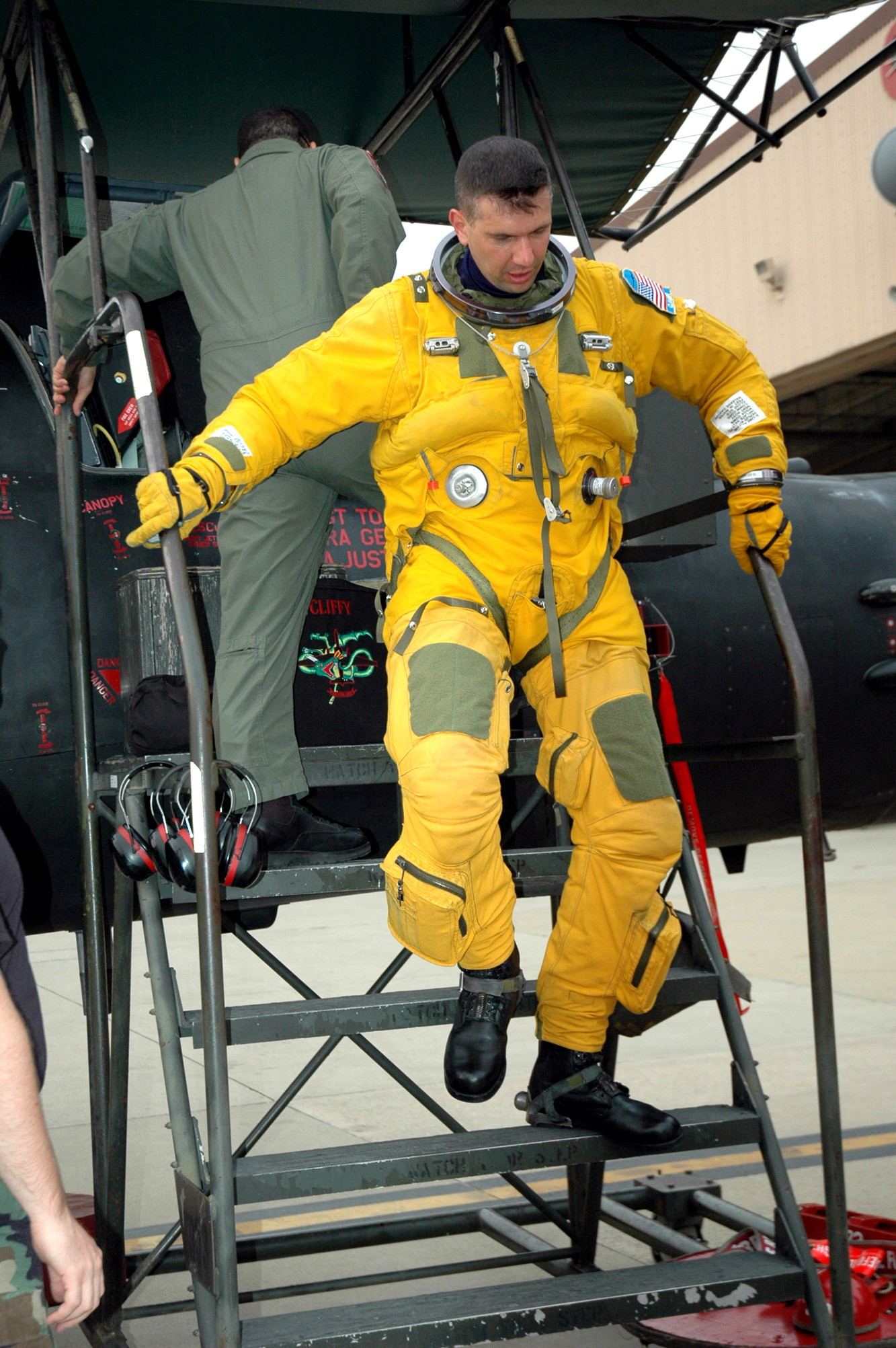
U2-Pilot in Druckanzug

Ein Druckanzug wird bei Umgebungsdruckverhältnissen getragen, die ohne entsprechende Schutzmaßnahmen eine Gefahr für die Gesundheit des Menschen darstellen oder sogar lebensbedrohlich sind.

## Piloten-Höhenschutzanzug

### Grundlagen
Bei Aufstiegen mit dem Flugzeug (oder auch im Hochgebirge) wird mit zunehmender Höhe die Erdatmosphäre für den Menschen durch den abnehmenden Luftdruck und die dadurch verringerte eingeatmete Sauerstoffmenge und die sinkenden Temperaturen ohne entsprechenden Schutz immer lebensfeindlicher.
Die Gase im Körperinneren dehnen sich aufgrund des kleineren Außendrucks aus. Dies äußert sich durch körperliche Reaktionen, wie zum Beispiel die Wahrnehmung von Ohrendruck oder Schmerzen im Bereich der Nasenneben-, Kiefer- und Stirnhöhlen. Ab 10.000 Fuß (ca. 3.000 m) Höhe treten Symptome auf wie Kurzatmigkeit, zunehmende Müdigkeit und/oder Benommenheit. Über 20.000 Fuß (ca. 6.100 m) nimmt der Sauerstoffdruck so weit ab, dass zusätzlicher Sauerstoff, zum Beispiel über Atemmasken, zugeführt werden muss. Ab 34.000 Fuß (ca. 10 km) sind 100 % Sauerstoff nötig, um den Teildruck zu erreichen, der auf Seehöhe wirkt. Über 40.000 Fuß (ca. 12 km) muss 100 % Sauerstoff unter gegenüber der Umgebungsluft dosiert erhöhtem Druck geatmet werden, um das Niveau des Sauerstoffpartialdrucks von Luft (mit 21 % Sauerstoffgehalt) von 10.000 Fuß zu halten.
Bei Aufenthalten in Höhen ab 50.000 Fuß (ca. 15 km) muss ein Druckanzug getragen werden, der die Lunge (den Atemtrakt und kommunizierende Körperhöhlen) vom Druckunterschied innen gegenüber außen entlastet, ab 65.000 Fuß (ca. 20 km) sind Schutzanzüge erforderlich, die ein Überleben in einem Vakuum ermöglichen. Hält sich ein Mensch länger ungeschützt in diesen Druckverhältnissen auf oder tritt in der Kabine ein rapider Druckabfall auf, besteht die Gefahr, dass im Blut gelöster Stickstoff gasförmig wird. Folge wäre die Dekompressionskrankheit mit neurologischen Störungen (Ausfällen des Hirns und von Nervenbereichen), Parästhesien (Empfindungsstörungen wie zum Beispiel Juckreiz), taubem Gefühl und Schmerzen in den Gelenken (sogenannten Bends) und/oder Atemstörungen (sog. Chokes).

### Technische Maßnahmen
Um den Besatzungen und Passagieren von Flugzeugen ein „künstliches Klima“ zu schaffen, werden Druckkabinen eingesetzt. In Kampfflugzeugen verhält sich der Kabinendruck anders als bei Passagierflugzeugen unter 10.000 Fuß analog zum Umgebungsdruck. Oberhalb dieser Höhe wird in der Kabine ein Innendruck erzeugt, der langsamer abnimmt als der Außendruck. Dieses Verfahren wird bis zu einer maximalen Kabinendruckhöhe von 18.000 Fuß beibehalten und dann der Druck gehalten. Zum Schutz vor Sauerstoffmangel müssen daher Sauerstoffmasken angelegt werden. Um die Besatzung bei Flügen in großen Höhen zusätzlich vor den Folgen der Dekompressionskrankheit bei einer rapiden Dekompression (zum Beispiel beim Verlust des Kabinendachs oder Beschädigung nach Beschuss) zu schützen, werden Höhenschutzanzüge getragen.

### Druckanzüge
Druckanzüge sind vollständig geschlossene Systeme, die den Körper umgeben. In ihnen wird ein Druckniveau erzeugt, das dem Träger auch einen längeren Aufenthalt in großen Höhen ermöglicht. Sie bestehen aus dem Anzug, anschließbaren Stiefeln, Handschuhen und einem hermetisch abgedichteten Helm. Ein erheblicher Nachteil dieser Anzüge ist die eingeschränkte Beweglichkeit.
Druckanzüge werden in Flugzeugen eingesetzt, die über lange Zeiträume in sehr großen Höhen operieren, wie zum Beispiel der David Clark S1030 Suit im Höhenaufklärer Lockheed SR-71. In Luftstreitkräften des Warschauer Pakts wurden spezielle Höhenschutzanzüge bei einem entsprechend geplanten Flugprofil getragen.
1931 entwickelte der sowjetische Erfinder Jewgeni Tschertowski in Leningrad den ersten Druckanzug, der aber unpraktikabel war.
1934 entwickelte Wiley Post von der Goodrich Corporation mit Russell S. Colley gemeinsam den ersten praktikablen Druckanzug. Am 5. September 1934 erreichte er damit über Chicago eine Flughöhe von 40.000 Fuß. Das ermöglichte ihm, im Jetstream zu fliegen.

### Teildruckanzüge

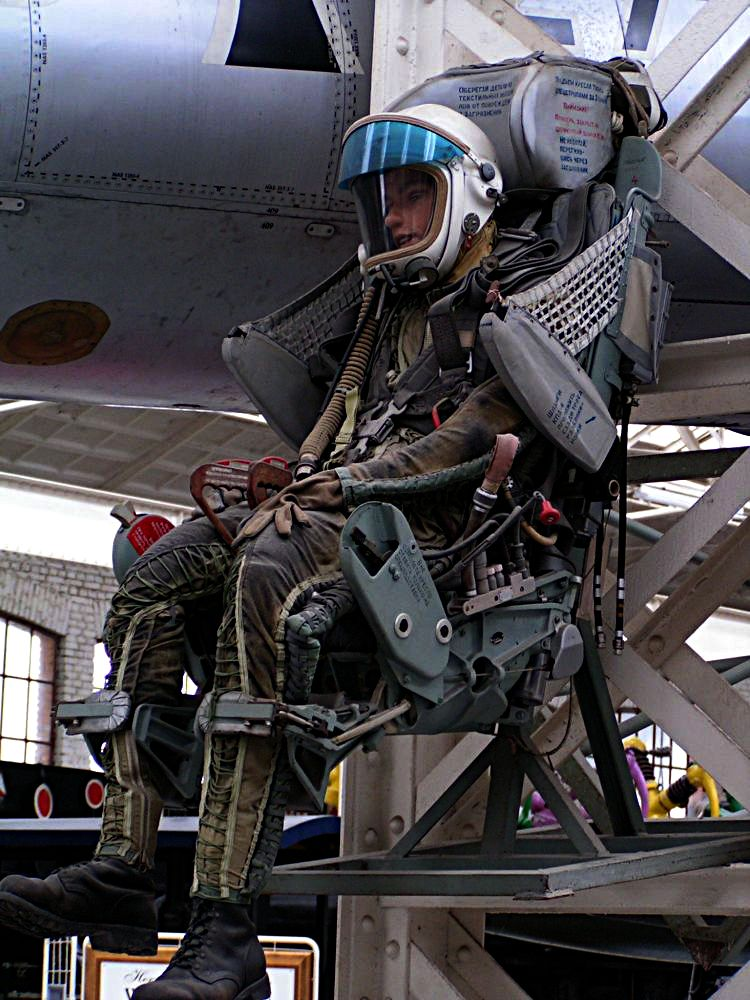
Russischer Teildruckanzug

Da Kampfflugzeuge häufig nur kurze Missionsanteile in großen Höhen haben, wird auf eine Kompromisslösung durch Teildruckanzüge zurückgegriffen. Um im Fall einer rapiden Dekompression Sauerstoffmangelsymptome und die Dekompressionskrankheit beim Piloten zu verhindern, bis er eine sichere Höhe erreichen kann (die sogenannte get-me-down-Funktionalität), wird er in großen Flughöhen unter Druck mit 100 % Sauerstoff beatmet. Um die Einschränkungen, die diese Beatmungstechnik ihrerseits auf das Atmungs- und Kreislaufsystem hat, zu kompensieren, wird er durch einen eng anliegenden Anzug geschützt. In modernen Systemen werden zusätzlich die für den Anti-g-Anzug eingearbeiteten Gummiblasen unter Druck gesetzt, wodurch eine weitere Einengung durch einen ein- bis vierfachen Gegendruck erzielt wird.
Als Teildruckanzug zählt beispielsweise das britische Aircrew Equipment Assembly (AEA) für den Eurofighter oder der NPP Swesda VKK-6M für diverse Luftfahrzeuge russischer Bauart.

## Astronauten-Raumanzug
Der Raumanzug ist ein Mehrzweck-Druckanzug für Raumfahrer, der im Vakuum des Weltraums die Vitalfunktionen seines Trägers sichert, unter anderem indem er unter Überdruck gesetzt wird.

## Taucher-Druckanzug
Taucher benutzen Druckanzüge, wie zum Beispiel Panzertauchanzüge, um besonders tiefe oder lange Tauchgänge durchzuführen. Der im Anzug herrschende Druck – geringer als der hohe Außendruck – ermöglicht unter anderem ein Auftauchen auch ohne Dekompression.